# SGI-Danmark
SGI-Danmark er en buddhistisk lægorganisation, der arbejder for uddannelse, mellemfolkelig forståelse og fred baseret på Nichiren Daishonins filosofi. SGI-Danmark er tilsluttet verdensorganisationen Soka Gakkai International (SGI) som har medlemsforeninger i 192 lande. Medlemmerne består af alle slags mennesker uden hensyn til køn, etnisk og social baggrund, alder osv.

## Historie
SGIs filosofi stammer oprindeligt fra Shakyamuni Buddhas lære. Shakyamuni levede for mellem 2500 og 2900 år siden i det antikke Indien under navnet Siddharta Gautama. Han gav tidligt afkald på sit beskyttede liv som prins og søgte i stedet afklaring i forhold til de uundgåelige lidelser der stammer fra fødsel, sygdom, alderdom og død. Han ønskede at finde metoder til at ændre disse lidelser, så de i stedet kunne styrke livet.
Han opnåede oplysning om sammenhængen mellem naturen og universet på den ene side og livet på den anden, og han forstod, hvordan de fire lidelser kunne bidrage til at forbedre folks liv. De næste 50 år rejste han rundt i hele Indien for at videregive sin oplysning til folk, så de kunne opbygge gode liv.
Den intuitive forståelse om universets rytme og lov, dharma, der findes iboende i hver enkelt menneskes liv, er formuleret i Lotus Sutraen. Lotus Sutraen anses som den højeste og vigtigste blandt alle Shakyamunis lærer. Karakteristisk for Lotus Sutraen er, at kvinder og børn spiller en stor rolle, og at man betragter det ”uadskillelige forhold mellem mentor og discipel” som det vigtigste princip i videregivelsen af den oplysning, der kan give almindelige mennesker lykkelige, værdifulde liv og mening i tilværelsen.
En af de største forkæmpere for Lotus Sutraen var den japanske middelaldermunk Nichiren Daishonin, der som reformator kan sammenlignes med Grundtvig eller Martin Luther. I et brev forklarer Nichiren Daishonin det egentlige formål med den lære, som han uddrog af Lotus Sutraen: ”Hvis du ønsker at frigøre dig fra fødslens og dødens lidelser, som du har udholdt siden tiden uden begyndelse, og med sikkerhed opnå uovertruffen oplysning i dette liv, må du erkende den mystiske sandhed, der oprindeligt er iboende i alle levende væsener. Denne sandhed er Nam-myoho-renge-kyo. At chante Nam-myoho-renge-kyo vil derfor gøre dig i stand til at forstå den mystiske sandhed i alt liv.” (Nichiren Daishonin, Udvalgte breve og afhandlinger. København 2003, Soka Renæssance, s. 38)

## Charter
SGIs charter, som blev vedtaget i 1995, udtrykker organisationens tro og mål i følgende ti punkter:
1. SGI skal bidrage til fred, kultur og uddannelse for hele menneskehedens lykke og velfærd baseret på den buddhistiske respekt for livets værdighed.
2. Baseret på idealet om verdensborgerskab skal SGI stå vagt om grundlæggende menneskerettigheder og ikke diskriminere nogen mennesker af nogen som helst grund.
3. SGI skal respektere og beskytte religionsfriheden og friheden til at udtrykke sin religion.
4. SGI skal fremme forståelsen af Nichiren Daishonins Buddhisme gennem udveksling på græsrodsplan og derigennem bidrage til den enkeltes lykke.
5. Gennem sine organisationer skal SGI opmuntre sine medlemmer til at bidrage til deres respektive samfunds velfærd som gode borgere.
6. SGI skal respektere de enkelte organisationers uafhængighed og selvstændighed i forhold til de tilstande, der råder i hvert land.
7. Baseret på den buddhistiske ånd om tolerance skal SGI respektere andre religioner, engagere sig i dialog og arbejde sammen med dem for at løse menneskehedens grundlæggende problemer.
8. SGI skal respektere kulturel forskellighed og fremme kulturel udveksling for derigennem at skabe et internationalt samfund, der bygger på gensidig forståelse og harmoni.
9. SGI skal fremme beskyttelse af natur og omgivelser baseret på det buddhistiske ideal om symbiose.
10. SGI skal bidrage til styrkelsen af uddannelse, både i stræben efter sandhed og dygtighed, og for at gøre alle mennesker i stand til at udvikle deres karakter og nyde opfyldte og lykkelige liv.

## Buddhismen i nyere tid
SGIs grundlægger Tsunesaburo Makiguchi var buddhist og pædagog. Ligesom Grundtvig mente han, at religion var til for at forbedre almindelige menneskers liv, og i sit pædagogiske hovedværk fra 1930 refererede han til Grundtvigs uddannelsessyn.
Han mente, at målet med uddannelse burde være at udvikle menneskers evne til at skabe værdi, hvilket han definerede som forbedring, skønhed og social godhed. Ordet Soka betyder at skabe værdi.
I tredivernes Japan handlede uddannelse om at optræne arbejdere og soldater til nationens voksende krigsmaskine. Makiguchis humane menneskesyn, hvor den enkelte elev stod i centrum, bragte ham i konflikt med myndighederne. Sammen med andre af Soka Gakkais ledere blev han arresteret under anden verdenskrig som ”tankeforbryder” for sin åbne modstand mod den japanske militarisme og den politiske undertrykkelse af religionsfriheden. Makiguchi døde i fængslet af tortur og underernæring i november 1944. Han var da 73 år.
Makiguchis nære discipel Josei Toda udstod prøvelserne og blev løsladt nogle få uger inden atombombningerne af Hiroshima og Nagasaki. Med en dyb beslutning om at genopbygge Soka Gakkai udviklede organisationen sig under hans ledelse fra omkring 3000 hustande i 1951, da han blev valgt til præsident, til mere end 750.000 ved hans død i 1958. Soka Gakkais bemærkelsesværdige vækst skyldtes medlemmernes store arbejde for at hjælpe folk med at overkomme de lidelser, der herskede i efterkrigstidens kaotiske samfund. Toda understregede Soka Gakkais pacifistiske holdning ved i 1957 at komme med en offentlig erklæring mod enhver brug af kernevåben.
Den 3. maj 1960 blev Daisaku Ikeda den tredje præsident. Indenfor det første halve år etablerede han Soka Gakkai organisationer i USA og Sydamerika og det følgende år i ni europæiske lande. Han var, helt frem til sin død den 15. november 2023, leder af det verdensomspændende SGI, der nu har medlemsorganisationer i over to tredjedele af verdens lande. Ikeda har grundlagt et antal uddannelses- og kulturinstitutioner som arbejder for at fremme værdierne i fred, kultur og uddannelse.

## Samarbejdspartnere
SGI-Danmark samarbejder bl.a. med FN Forbundet i Danmark, Askov Folkehøjskole og Pugwash Danmark
Igennem samarbejdet med SGI har SGI-Danmark tilknytning til:
- Soka Universitetet i Japan – hjemmeside Arkiveret 28. juni 2006 hos  Wayback Machine
- Soka Universitetet i USA – hjemmeside
- Min-On Musiksammenslutning – hjemmeside
- Soka Kansai High School – hjemmeside
- Toda Peace Institute for Global Peace an Policy Research – hjemmeside
- Boston Research Center for the 21. Century – hjemmeside Arkiveret 4. april 2009 hos  Wayback Machine
- Tokyo Fuji Art Museum – hjemmeside
- Institute of Oriental Philosophy – hjemmeside